# Surachai Jaturapattarapong
Surachai Jaturapattarapong (Thai: สุรชัย จตุรภัทรพงษ์, * 20. November 1969 in Bangkok) ist ein ehemaliger thailändischer Fußballspieler und derzeitiger -trainer. Seit Juni 2009 trainiert er den FC Bangkok Glass.

## Karriere

### Spieler
Von 1991 bis 1996 spielte Surachai bei dem Verein FC Thai Farmers Bank. Es war die erfolgreichste Ära seiner aktiven Karriere. Er gewann mit dem Verein insgesamt drei Meistertitel sowie 1994 und 1995 die AFC Champions League. 1998 wechselte er den Verein und ging zum Bangkok Metropolitan Administration FC, wo er bis Ende des Jahres 2000 spielte. Anschließend wechselte er nach Singapur in die S. League zu Gombak United. Der Verein zog sich 2002 aus der Liga zurück und Surachai ging zu Home United. Dort spielte er noch bis 2005, ehe er seine aktive Vereinskarriere beendete.
Seine Karriere in der Nationalmannschaft begann er bereits in der U-14 Thailands. Über die U-16 und U-19 schaffte er es bis zu den Senioren, wo er 1991 sein erstes Spiel absolvierte. Im Finale der ASEAN-Fußballmeisterschaft 2001 machte Surachai sein letztes Spiel für die Nationalmannschaft. Am 23. Februar 2005 bekam er vom Thailändischen Fußballverband ein Abschiedsspiel. In diesem Spiel trat eine Thai Allstar Auswahl gegen seinen letzten Verein Home United an. Das Spiel wurde landesweit im Fernsehen übertragen. Die gesamten Einnahmen rund um das Spiel, insgesamt 1,2 Millionen Baht gingen an Surachai.
Mit der thailändischen Nationalmannschaft gewann er viermal Gold bei den Südostasienspielen und dreimal in Folge die ASEAN-Fußballmeisterschaft. Er nahm 1992, 1996 und 2000 an der Fußball-Asienmeisterschaft teil.

### Trainerkarriere
Nachdem er seine aktive Karriere als Fußballer im Jahr 2005 beendet hatte, wurde er Assistenztrainer bei Home United. Im Juni 2009 wurde er Cheftrainer des FC Bangkok Glass und trat so die Nachfolge von Hans Emser an, der seitdem als Technischer Direktor des Jugendleistungszentrums agiert. Dieses Amt hatte er bis zum Juni 2010 inne, bis er von dem Brasilianer Carlos Roberto de Carvalho abgelöst wurde.
Nachdem der Japaner Makoto Teguramori Anfang Oktober 2024 beim BG Pathum United FC entlassen worden war, übernahm er zum zweiten Mal das Amt des Interimstrainer bei dem Erstligisten.

## Auszeichnungen und Erfolge

### Auszeichnungen als Spieler
- Spieler des Jahres in der S-League 2004

### Erfolge als Spieler

#### FC Thai Farmers Bank
- Thai Premier League Meister 1992, 1993, 1995
- Queen’s Cup Gewinner 1994, 1995, 1996
- AFC Champions League Gewinner 1994, 1995 und 3. Platz 1996

#### Home United
- S-League: Meister 2003, Vizemeister 2004
- Singapore Cup: Gewinner 2003, 2005 und Finalist 2004
- AFC Cup: Halbfinale 2004

#### Nationalmannschaft
- Teilnahme an der Endrunde zur Fußball-Asienmeisterschaft 1992, 1996, 2000
- Asienspiele: 4. Platz 1984
- Südostasienspiele: Goldmedaille  1993, 1995, 1997, 1999
- ASEAN-Fußballmeisterschaft: Gewinner 1996, 2000, 2002